# Ustyurt
O Platô de Ustyurt (também chamado de Ust-Urt ou Ustiurt) (Üstirt em cazaque, Üstyurt em turcomano) é um planalto localizado na Ásia Central, nos territórios do Uzbequistão, Turcomenistão e Cazaquistão, abrangendo 200.000 km² . Está limitado pelo Mar de Aral ao leste e pelo Mar Cáspio ao oeste. 
O clima é árido, o solo é pedregoso e a altitude média é de 150 m .
Tradicionalmente, a população humana da região é nômade e dedicada às atividades pastoris (principalmente cabras, ovelhas e camelos), sem fixar definitivamente em uma região.